# Mark Bastl
Mark Bastl (* 30. November 1980 in Villars-sur-Ollon) ist ein ehemaliger schweizerisch-US-amerikanischer Eishockeyspieler, der bis April 2017 beim HC Ambrì-Piotta  in der National League unter Vertrag stand. Er ist der Bruder des Tennisspielers George Bastl.

## Karriere
Mark Bastl begann seine Karriere als Eishockeyspieler beim Lausanne Hockey Club, für den er in der Saison 1999/00 sein Debüt in der Nationalliga B gab. Anschliessend ging der Angreifer nach Nordamerika, wo er zunächst ein Jahr lang für Chicago Steel in der United States Hockey League und anschliessend drei Spielzeiten lang für die Mannschaft der University of Findlay aktiv war.
In der Folge kehrte der Center in die Schweiz zurück, in der er in der Saison 2004/05 für den SC Langnau in der Nationalliga A auflief. Die folgende Spielzeit verbrachte er beim SC Bern in der NLA, sowie dem HC Martigny aus der NLB, für den er hauptsächlich auf dem Eis stand. Nach einem weiteren Jahr in der Nationalliga A bei Fribourg-Gottéron wurde der Center im Sommer 2007 von den ZSC Lions verpflichtet, mit denen er in der Spielzeit 2007/08 erstmals Schweizer Meister wurde. Durch diesen Erfolg qualifizierte sich Bastl mit seiner Mannschaft für die neu gegründete Champions Hockey League, die Bastl in der Saison 2008/09 mit den ZSC Lions gewann. Im Finale setzte sich der Doppelbürger mit seinem Team gegen den HK Metallurg Magnitogorsk aus der Kontinentalen Hockey-Liga durch. 2012 und 2014 gewann er zwei weitere Meisterschaften mit den ZSC Lions. Im April 2015 unterzeichnete Bastl beim HC Ambrì-Piotta einen Zweijahresvertrag. Nach Ablauf des Vertrages im April 2017 beendete er im Alter von 36 Jahren seine Karriere. Momentan ist er als Nachwuchstrainer bei den GCK Lions aktiv.

## Erfolge und Auszeichnungen
- 2008 Schweizer Meister mit den ZSC Lions
- 2009 Champions-Hockey-League-Gewinn mit den ZSC Lions
- 2009 Victoria-Cup-Gewinn mit den ZSC Lions
- 2012 und 2014 Schweizer Meister mit den ZSC Lions